# Столкновение с птицами

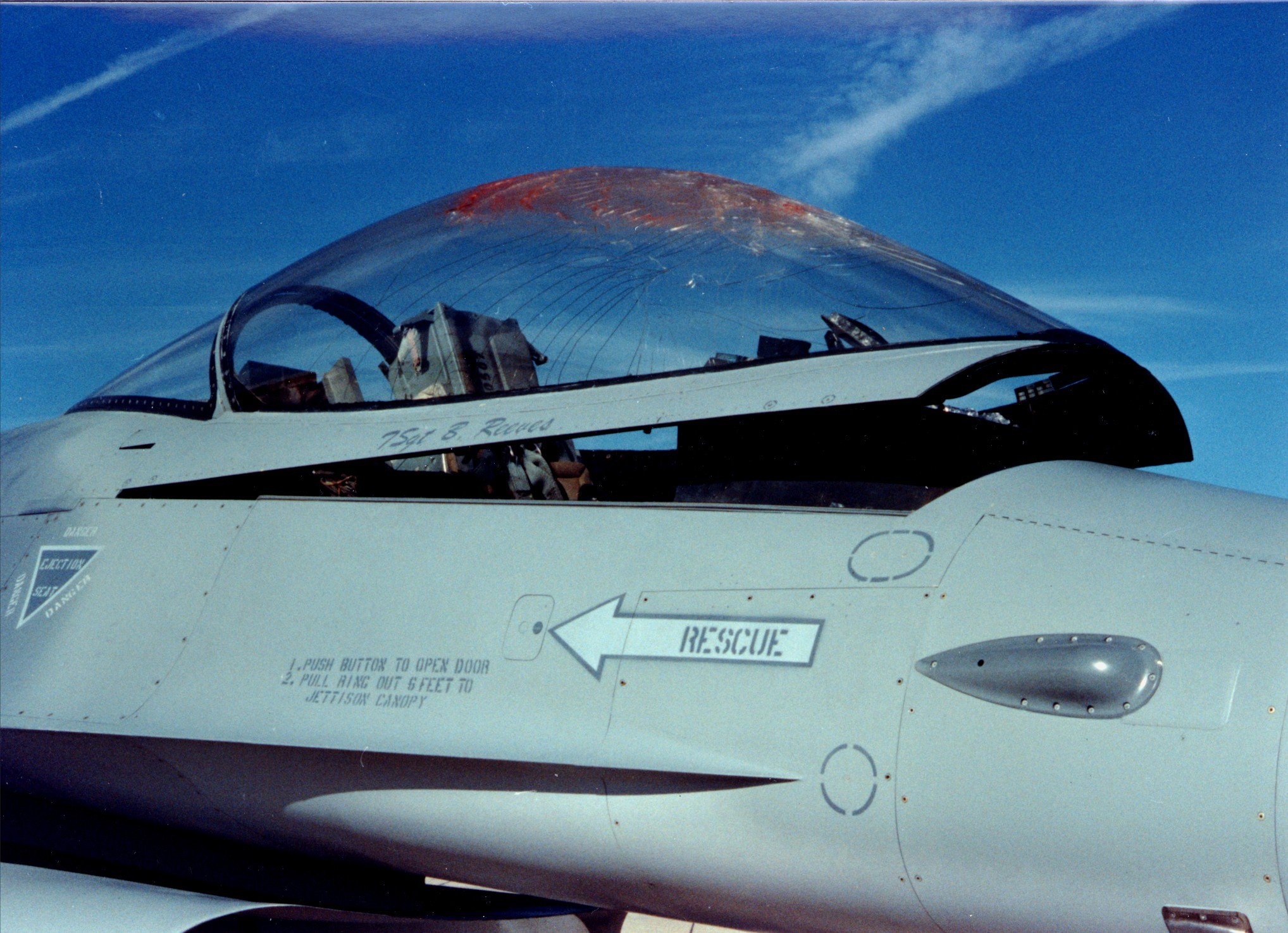
Фонарь самолёта F-16 после столкновения с птицей

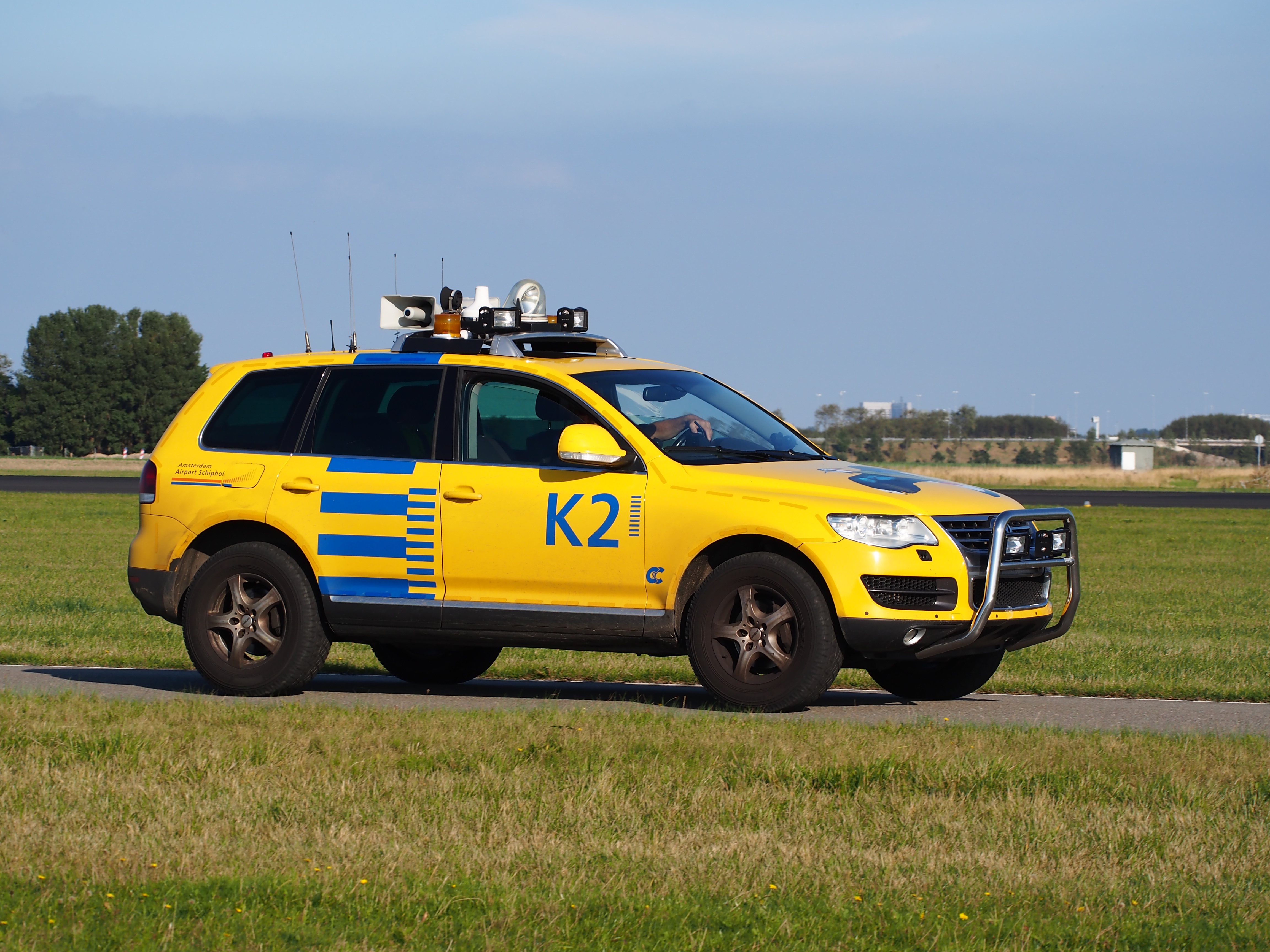
Автомобиль службы обеспечения орнитологической безопасности полётов в амстердамском аэропорту Схипхол

Столкновение с птицами (англ. bird strike, букв. "удар птицей") — столкновение в воздухе или при передвижении по земной поверхности между летательным аппаратом (чаще всего самолётом или вертолётом) и птицей (птицами). В последние годы столкновения с представителями класса птиц (лат. Aves) — основная составляющая в общем количестве столкновений с объектами дикой (живой) природы. Значительно реже, чем с птицами, регистрируются столкновения летательных аппаратов с млекопитающими (Mammalia), в том числе с рукокрылыми (Chiroptera). На взлёте, посадке и рулении возможны столкновения и с наземными животными: для США наиболее распространённые — олени и койоты.
Первая авиакатастрофа из-за столкновения с птицей произошла в 1912 году в США: ударившаяся в самолёт чайка разрушила управление рулями и самолёт разбился. Из-за большой скорости самолёта столкновение с птицей приводит к серьёзному повреждению (энергия удара пропорциональна квадрату относительной скорости). В передней проекции самолёта есть много уязвимых деталей: стекло кабины, радиопрозрачный обтекатель, турбореактивный двигатель.
Исследования в рамках проблемы столкновений с птицами в мире проводятся около 50 лет. Одним из основоположников данного научно-практического направления является В. Э. Якоби, автор первой в мире монографии, переведённой на несколько языков мира. В России исследования продолжает Отраслевая группа авиационной орнитологии (ОГАО), входящая в состав Государственного центра безопасности полётов Росавиации.
В настоящее время в авиации деятельность по снижению опасности, создаваемой птицами, регламентирована на национальном уровне во многих странах мира и на международном, в частности, в документации Международной организации гражданской авиации — ИКАО (англ. ICAO) и документах других авиационных организаций. Мероприятия по предотвращению столкновений с птицами входят в обязательный комплекс обеспечения безопасности полётов. В России с советских времён используют официальное словосочетание «орнитологическое обеспечение безопасности полётов» (ООБП).
На масштабы проблемы указывает количество зарегистрированных столкновений самолётов с птицами. Например, по официальным данным ИКАО в мире в период с 2001 по 2007 гг. было зарегистрировано 42508 случаев столкновений.
Наиболее часто угрозу столкновений с воздушными судами создают стаи птиц в дневное время. Подавляющее большинство столкновений — до 84 % — происходит на высотах до 100 метров, на этапах разбега, отрыва и первичного набора высоты (40—52 %), а также захода на посадку, касания и пробега (48—57 %), то есть непосредственно в зоне аэродромов.
Максимальная опасность столкновений в течение года связана с сезонными миграционными перелётами пернатых и периодом появления молодых особей в результате размножения птиц, гнездящихся в районе расположения аэродромов. Максимальная опасность в течение суток, как правило, обусловлена суточными (кормовыми) миграционными перелётами.
Благодаря усилиям авиаконструкторов и авиационных служб аварии и катастрофы по вине птиц редки. В среднем приходится около одного несчастного случая с человеческими жертвами на один миллиард лётных часов. Крупнейшее в истории авиации происшествие в результате столкновения с птицами — Катастрофа Boeing-737 в аэропорту корейского города Муан в декабре 2024 года (175 погибших). Авиационное событие с наиболее серьёзными за 25 лет последствиями в гражданской авиации России — катастрофа самолёта Ан-12 авиакомпании «АТРАН» после взлёта в аэропорту Домодедово 29.07.2007 г. В катастрофе погибли 7 человек, находящихся на борту.
По оценкам международных экспертов ежегодный ущерб мировой коммерческой авиации от столкновений с птицами составляет до 1,2 млрд $.